# Costa Rica en la Copa América
La Selección Nacional de Costa Rica, perteneciente a la CONCACAF, también ha incursionado en otros torneos continentales de renombre, como la Copa América, teniendo la invitación de la Conmebol por primera vez en la edición de Bolivia 1997, con una actuación discreta.
Después de esa edición el fútbol costarricense mejoró a través de los años y eso le ayudó, a ser nuevamente invitada, esta vez en la edición de Colombia 2001, solo que en lugar de Argentina y Canadá por problemas externos para esa edición. La selección Nacional, en plena Eliminatoria para la Copa del Mundo del 2002, logró llamar la atención de propios y extraños gracias a un buen fútbol desplegado en tierras colombianas, llegando en esta oportunidad hasta los cuartos de final, dejando un agradable participación en dicha cita continental.
Para la edición de Perú 2004 nuevamente se le invitó, ya teniendo un nombre a nivel internacional y recogió resultados aceptables, llegando así hasta los cuartos de final.
El 16 de mayo de 2011 fue invitada nuevamente por la Confederación Sudamericana de Fútbol para disputar el Copa América 2011, en reemplazo de la selección japonesa, que desistió de participar por el Terremoto de 9.1 Grados que tuvo daños en el territorio japonés.
El 13 de septiembre de 2014 la selección de Costa Rica alcanzó la clasificación a la Copa América en su edición de Estados Unidos 2016 al coronarse como campeón de la Copa Centroamericana en la final frente al seleccionado de Guatemala.

## Copa América 1997

### Fase de grupos
| Equipo     | Pts | PJ | PG | PE | PP | GF | GC | Dif |
| ---------- | --- | -- | -- | -- | -- | -- | -- | --- |
| Brasil     | 9   | 3  | 3  | 0  | 0  | 10 | 2  | +8  |
| México     | 4   | 3  | 1  | 1  | 1  | 5  | 5  | 0   |
| Colombia   | 3   | 3  | 1  | 0  | 2  | 5  | 5  | 0   |
| Costa Rica | 1   | 3  | 0  | 1  | 2  | 2  | 10 | –8  |

| 13 de junio de 1997 | Brasil                                                              | 5:0 (2:0) | Costa Rica | Estadio Ramón Tahuichi Aguilera, Santa Cruz                   |                                                               |
|                     | Djalminha 20' · González 34' (a.g.) · Ronaldo 47' 54' · Romário 60' |           |            | Asistencia: 35 000 espectadores Árbitro(s): Epifanio González | Asistencia: 35 000 espectadores Árbitro(s): Epifanio González |

| 16 de junio de 1997 | Colombia                                                | 4:1 (2:0) | Costa Rica | Estadio Ramón Tahuichi Aguilera, Santa Cruz                     |                                                                 |
|                     | Morantes 13' 23' · Cabrera 62' (pen.) · Aristizábal 78' |           | 66' Wright | Asistencia: 25 000 espectadores Árbitro(s): Esfandiar Baharmast | Asistencia: 25 000 espectadores Árbitro(s): Esfandiar Baharmast |

| 19 de junio de 1997 | México               | 1:1 (0:2) | Costa Rica  | Estadio Ramón Tahuichi Aguilera, Santa Cruz                      |                                                                  |
|                     | Hernández 14' (pen.) |           | 60' Medford | Asistencia: 15 000 espectadores Árbitro(s): Juan Carlos Paniagua | Asistencia: 15 000 espectadores Árbitro(s): Juan Carlos Paniagua |

## Copa América 2001

### Fase de grupos
| Equipo     | Pts | PJ | PG | PE | PP | GF | GC | Dif |
| ---------- | --- | -- | -- | -- | -- | -- | -- | --- |
| Costa Rica | 7   | 3  | 2  | 1  | 0  | 6  | 1  | +5  |
| Honduras   | 6   | 3  | 2  | 0  | 1  | 3  | 1  | +2  |
| Uruguay    | 4   | 3  | 1  | 1  | 1  | 2  | 2  | 0   |
| Bolivia    | 0   | 3  | 0  | 0  | 3  | 0  | 7  | –7  |

| 13 de julio de 2001 | Honduras | 0:1 (0:1) | Costa Rica  | Estadio Atanasio Girardot, Medellín |                           |
|                     |          | Reporte   | 5' Wanchope | Árbitro(s): Mario Sánchez           | Árbitro(s): Mario Sánchez |

| 16 de julio de 2001 | Uruguay     | 1:1 (0:1) | Costa Rica   | Estadio Atanasio Girardot, Medellín |                          |
|                     | Morales 53' | Reporte   | 28' Wanchope | Árbitro(s): Carlos Simon            | Árbitro(s): Carlos Simon |

| 19 de julio de 2001 | Bolivia | 0:4 (0:1) | Costa Rica                                 | Estadio Atanasio Girardot, Medellín |                            |
|                     |         | Reporte   | 45' 71' Wanchope · 63' Bryce · 84' Fonseca | Árbitro(s): Luis Solórzano          | Árbitro(s): Luis Solórzano |

### Cuartos de final
| 22 de julio de 2001 | Uruguay                     | 2:1 (0:0) | Costa Rica   | Estadio Centenario, Armenia |                        |
|                     | Lemos 61' (pen.) · Lima 87' | Reporte   | 52' Wanchope | Árbitro(s): Óscar Ruiz      | Árbitro(s): Óscar Ruiz |

## Copa América 2004

### Fase de grupos
| Equipo     | Pts | PJ | PG | PE | PP | GF | GC | Dif |
| ---------- | --- | -- | -- | -- | -- | -- | -- | --- |
| Paraguay   | 7   | 3  | 2  | 1  | 0  | 4  | 2  | +2  |
| Brasil     | 6   | 3  | 2  | 0  | 1  | 6  | 3  | +3  |
| Costa Rica | 3   | 3  | 1  | 0  | 2  | 3  | 6  | –3  |
| Chile      | 1   | 3  | 0  | 1  | 2  | 2  | 4  | –2  |

| 8 de julio de 2004 | Paraguay       | 1:0 (0:0) | Costa Rica | Estadio de la UNSA, Arequipa                           |                                                        |
|                    | Dos Santos 85' |           |            | Asistencia: 30 000 espectadores Árbitro(s): Óscar Ruiz | Asistencia: 30 000 espectadores Árbitro(s): Óscar Ruiz |

| 11 de julio de 2004 | Brasil                         | 4:1 (1:0) | Costa Rica | Estadio de la UNSA, Arequipa                                |                                                             |
|                     | Adriano 45' 54' 68' · Juan 49' |           | 81' Marín  | Asistencia: 12 000 espectadores Árbitro(s): Héctor Baldassi | Asistencia: 12 000 espectadores Árbitro(s): Héctor Baldassi |

| 14 de julio de 2004 | Chile      | 1:2 (1:0) | Costa Rica              | Estadio Jorge Basadre, Tacna                            |                                                         |
|                     | Olarra 40' |           | 59' Wright · 90' Herrón | Asistencia: 20 000 espectadores Árbitro(s): René Ortube | Asistencia: 20 000 espectadores Árbitro(s): René Ortube |

### Cuartos de final
| 17 de julio de 2004 | Colombia                 | 2:0 (2:0) | Costa Rica | Estadio Mansiche, Trujillo                                 |                                                            |
|                     | Aguilar 41' · Moreno 45' |           |            | Asistencia: 18 000 espectadores Árbitro(s): Gustavo Méndez | Asistencia: 18 000 espectadores Árbitro(s): Gustavo Méndez |

## Copa América 2011

### Fase de grupos
| Equipos    | Pts | PJ | PG | PE | PP | GF | GC | Dif |
| ---------- | --- | -- | -- | -- | -- | -- | -- | --- |
| Colombia   | 7   | 3  | 2  | 1  | 0  | 3  | 0  | +3  |
| Argentina  | 5   | 3  | 1  | 2  | 0  | 4  | 1  | +3  |
| Costa Rica | 3   | 3  | 1  | 0  | 2  | 2  | 4  | –2  |
| Bolivia    | 1   | 3  | 0  | 1  | 2  | 1  | 5  | –4  |

| 2 de julio de 2011, 15:30 | Colombia  | 1:0 (1:0) | Costa Rica | Estadio 23 de Agosto, San Salvador de Jujuy               |                                                           |
|                           | Ramos 44' | Reporte   |            | Asistencia: 23 000 espectadores Árbitro(s): Enrique Osses | Asistencia: 23 000 espectadores Árbitro(s): Enrique Osses |

| 7 de julio de 2011, 19:15 | Bolivia | 0:2 (0:0) | Costa Rica                  | Estadio 23 de Agosto, San Salvador de Jujuy             |                                                         |
|                           |         | Reporte   | 59' Martínez · 78' Campbell | Asistencia: 23 000 espectadores Árbitro(s): Carlos Vera | Asistencia: 23 000 espectadores Árbitro(s): Carlos Vera |

| 11 de julio de 2011, 21:45 | Argentina                       | 3:0 (1:0) | Costa Rica | Estadio Mario Alberto Kempes, Córdoba                            |                                                                  |
|                            | Agüero 45+1' 52' · Di María 63' | Reporte   |            | Asistencia: 57 000 espectadores Árbitro(s): Víctor Hugo Carrillo | Asistencia: 57 000 espectadores Árbitro(s): Víctor Hugo Carrillo |

## Copa América Centenario

### Fase de grupos
| Selección      | Pts. | PJ | PG | PE | PP | GF | GC | Dif |
| -------------- | ---- | -- | -- | -- | -- | -- | -- | --- |
| Estados Unidos | 6    | 3  | 2  | 0  | 1  | 5  | 2  | +3  |
| Colombia       | 6    | 3  | 2  | 0  | 1  | 6  | 4  | +2  |
| Costa Rica     | 4    | 3  | 1  | 1  | 1  | 3  | 6  | –3  |
| Paraguay       | 1    | 3  | 0  | 1  | 2  | 1  | 3  | –2  |

| 4 de junio de 2016, 17:00 (UTC-4) | Costa Rica | 0:0     | Paraguay | Estadio Citrus Bowl, Orlando                                 |                                                              |
|                                   |            | Reporte |          | Asistencia: 14 334 espectadores Árbitro(s): Patricio Loustau | Asistencia: 14 334 espectadores Árbitro(s): Patricio Loustau |

| 7 de junio de 2016, 19:00 (UTC-5) | Estados Unidos                               | 4:0 (3:0) | Costa Rica | Soldier Field, Chicago                                     |                                                            |
|                                   | Dempsey 9' · Jones 37' · Wood 42' · Zusi 87' | Reporte   |            | Asistencia: 39 642 espectadores Árbitro(s): Roddy Zambrano | Asistencia: 39 642 espectadores Árbitro(s): Roddy Zambrano |

| 11 de junio de 2016, 20:00 (UTC-5) | Colombia              | 2:3 (1:2) | Costa Rica                                 | Estadio NRG, Houston                                    |                                                         |
|                                    | Fabra 7' · Moreno 73' | Reporte   | 2' Venegas · 35' (a.g.) Fabra · 58' Borges | Asistencia: 45 808 espectadores Árbitro(s): José Argote | Asistencia: 45 808 espectadores Árbitro(s): José Argote |

## Estadísticas

### Balance general
| Edición     | Resultado         | Posición          | PJ                | PG                | PE                | PP                | GF                | GC                | Dif.              | Goleador                 |
| ----------- | ----------------- | ----------------- | ----------------- | ----------------- | ----------------- | ----------------- | ----------------- | ----------------- | ----------------- | ------------------------ |
| 1916 - 1995 | Sin participación | Sin participación | Sin participación | Sin participación | Sin participación | Sin participación | Sin participación | Sin participación | Sin participación | Sin participación        |
| 1997        | Fase de grupos    | 10.º              | 3                 | 0                 | 1                 | 2                 | 2                 | 10                | –8                | Medford, Wright: 1       |
| 1999        | Sin participación | Sin participación | Sin participación | Sin participación | Sin participación | Sin participación | Sin participación | Sin participación | Sin participación | Sin participación        |
| 2001        | Cuartos de final  | 5.º               | 4                 | 2                 | 1                 | 1                 | 7                 | 3                 | +4                | Paulo Wanchope: 5        |
| 2004        | Cuartos de final  | 7.º               | 4                 | 1                 | 0                 | 3                 | 3                 | 8                 | –5                | Herron, Marín, Wright: 1 |
| 2007        | Sin participación | Sin participación | Sin participación | Sin participación | Sin participación | Sin participación | Sin participación | Sin participación | Sin participación | Sin participación        |
| 2011        | Fase de grupos    | 9.º               | 3                 | 1                 | 0                 | 2                 | 2                 | 4                 | –2                | Campbell, Martínez: 1    |
| 2015        | Sin participación | Sin participación | Sin participación | Sin participación | Sin participación | Sin participación | Sin participación | Sin participación | Sin participación | Sin participación        |
| 2016        | Fase de grupos    | 10.º              | 3                 | 1                 | 1                 | 1                 | 3                 | 6                 | –3                | Borges y Venegas: 1      |
| 2019        | Sin participación | Sin participación | Sin participación | Sin participación | Sin participación | Sin participación | Sin participación | Sin participación | Sin participación | Sin participación        |
| 2021        | Sin participación | Sin participación | Sin participación | Sin participación | Sin participación | Sin participación | Sin participación | Sin participación | Sin participación | Sin participación        |
| 2024        | Por definirse     | Por definirse     | Por definirse     | Por definirse     | Por definirse     | Por definirse     | Por definirse     | Por definirse     | Por definirse     | Por definirse            |
| Total       | 5/47              | 12.º              | 17                | 5                 | 3                 | 9                 | 17                | 31                | –14               | Paulo Wanchope: 5        |

### Estadísticas contra selecciones
| Selección      | PJ | G | E | P | GF | GC | DG  | Pts |
| -------------- | -- | - | - | - | -- | -- | --- | --- |
| Argentina      | 1  | 0 | 0 | 1 | 0  | 3  | –3  | 0   |
| Bolivia        | 2  | 2 | 0 | 0 | 6  | 0  | +6  | 6   |
| Brasil         | 2  | 0 | 0 | 2 | 1  | 9  | –8  | 0   |
| Chile          | 1  | 1 | 0 | 0 | 2  | 1  | +1  | 3   |
| Colombia       | 4  | 1 | 0 | 3 | 3  | 10 | –7  | 3   |
| Estados Unidos | 1  | 0 | 0 | 1 | 0  | 4  | –4  | 0   |
| Honduras       | 1  | 1 | 0 | 0 | 1  | 0  | +1  | 3   |
| México         | 1  | 0 | 1 | 0 | 1  | 1  | 0   | 1   |
| Paraguay       | 2  | 0 | 1 | 1 | 0  | 1  | –1  | 1   |
| Uruguay        | 2  | 0 | 1 | 1 | 2  | 3  | –1  | 1   |
| Total          | 17 | 5 | 3 | 9 | 16 | 30 | –14 | 18  |

- Datos: Q6350823